# Lichenometria

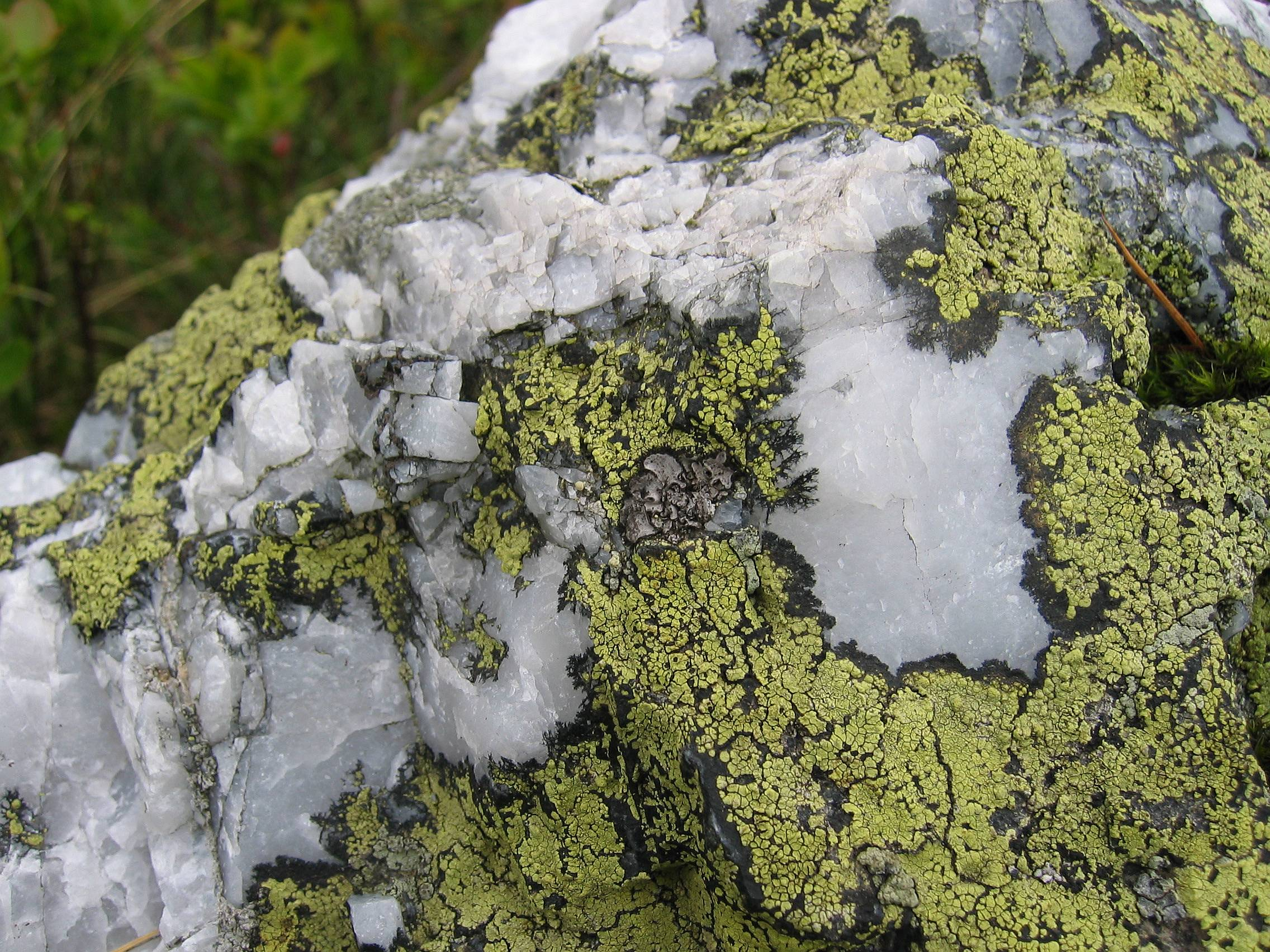
Rhizocarpon geographicum, il lichene più usato in lichenometria.

In archeologia, paleontologia e geomorfologia, la lichenometria è un metodo di datazione geocronologica che utilizza la crescita dei licheni per determinare l'età della roccia esposta (datazione per esposizione alla superficie), basandosi su un presunto tasso di crescita nel tempo della dimensione radiale di un lichene.

## Principio di funzionamento
La misurazione del diametro della più grande specie di licheni su una superficie rocciosa, può essere utilizzata per determinare per quanto tempo la roccia è rimasta esposta. I licheni possono conservarsi su una roccia fino a un massimo di circa 10.000 anni, che rappresenta pertanto il limite massimo di questa tecnica di datazione, anche se essa è più accurata (errore contenuto entro il 10%) quando viene applicata a superfici che sono rimaste esposte per meno di 1.000 anni. Il limite pratico del metodo è compreso tra 4.000 e 5.000 anni.
La lichenometria è utile soprattutto per datare superfici che hanno meno di 500 anni, in quanto le tecniche di datazione radiometrica sono meno efficaci su periodi così brevi.
I licheni più utilizzati per la lichenometria sono quelli dei generi Rhizocarpon (soprattutto la specie Rhizocarpon geographicum) e Xanthoria. La velocità di crescita che è stata misurata per R. geographicum si situa tra 0,3 e 0,9 millimetri all'anno, in funzione di una serie di fattori che includono anche la dimensione dell'area coperta dal lichene.

## Applicazioni

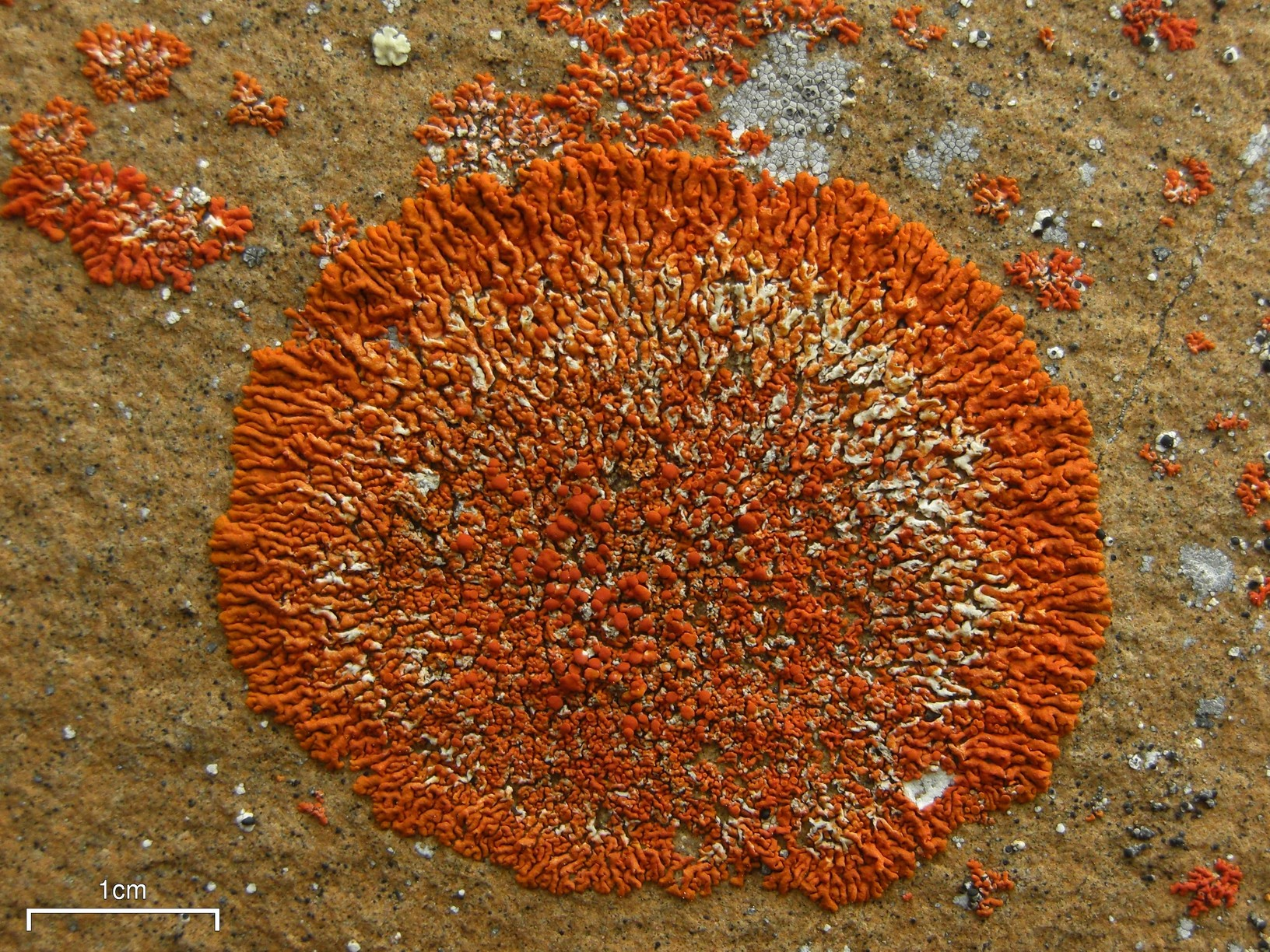
Xanthoria elegans, uno dei primi licheni usati in lichenometria.

La metodologia fu impiegata per la prima volta da Knut Fægri nel 1933, anche se la prima trattazione specificamente dedicata alla lichenometria fu pubblicata solamente nel 1950 dallo studioso austriaco Roland Beschel (1928-1971), in una relazione sulle Alpi europee.
La lichenometria può fornire datazioni per i depositi glaciali in ambienti di tundra, i cambiamenti dei livelli dei laghi, le morene glaciali, le linee di demarcazione di antiche alluvioni, cadute di massi spontanee o associate a eventi sismici, stabilizzazione dei ghiaioni e precedenti estensioni del permafrost o di coltri nevose a lungo persistenti.  L'utilizzo è stato valutato anche come strumento per determinare la velocità del ritiro dei ghiacciai per effetto del cambiamento climatico.
Le limitazioni della tecnica comprendono la difficoltà di identificare correttamente le specie dei licheni, l'intervallo di tempo tra l'esposizione della roccia e la sua colonizzazione da parte dei licheni, le velocità di accrescimento che variano da regione a regione, oltre a non essere costanti nel tempo, la dipendenza del tasso di crescita dalla tessitura della roccia e dalla composizione del substrato, e dal clima; occorre infine determinare anche qual è il lichene più grande tra quelli presenti nell'area.